# Robert Allen Rolfe

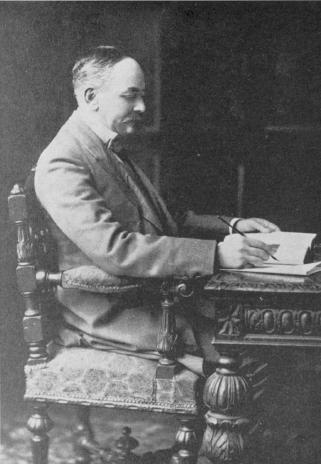
Robert Allen Rolfe

Robert Allen Rolfe (* 1855 in Basford, Nottinghamshire; † 1921 in Richmond, Surrey) war ein englischer Botaniker, der sich auf das Studium von Orchideen spezialisiert hatte. Er war der erste Kurator des Orchideen-Herbariums des Royal Botanic Gardens in Kew. Des Weiteren gründete er das Magazin The Orchid Review und veröffentlichte viele Artikel zu den Hybriden von Orchideen. Sein offizielles botanisches Autorenkürzel lautet „Rolfe“.

## Werk, Würdigungen und Sonstiges
Rolfe gehörte zu den wenigen Autoren, die Gregor Mendels Arbeit zu Pflanzenhybriden schon zitiert haben, bevor die Mendelschen Regeln im Jahr 1900 wiederentdeckt wurden.
Das Genus Allenrolfea aus der Familie der Fuchsschwanzgewächse (Amaranthaceae) wurde von Carl Ernst Otto Kuntze zu seinen Ehren benannt. Auch die Orchideengattungen Rolfea Zahlbr.  und Rolfeella Schltr. sind nach ihm benannt.
Rolfe wurde auf dem Richmond Cemetery beigesetzt.

## Werke
- Rolfe, Robert Allen (1883). "On the Selagineæ described by Linnæus, Bergius, Linnæus, fil., and Thunberg." Botanical Journal of the Linnean Society 20(129): 338-358.

- Rolfe, Robert Allen (1884). "On Hyalocalyx, a new Genus of Turneraceæ from Madagascar." Journal of the Linnean Society of London, Botany 21(134): 256-258.

- Rolfe, Robert Allen (1884). "On the Flora of the Philippine Islands, and its probable Derivation." Botanical Journal of the Linnean Society 21(135): 283-316.

- Rolfe, Robert Allen (1887). On Bigeneric Orchid Hybrids. Botanical Journal of the Linnean Society 24(160): 156-170.

- Rolfe, Robert Allen (1889). A Morphological and Systematic Review of the Apostasieæ. Botanical Journal of the Linnean Society, 25(171): 211-243.

- Rolfe, Robert Allen & Hurst, Charles Chamberlain (1909). The Orchid Stud-Book: An Enumeration of Hybrid Orchids of Artificial Origin, with their parents, raisers, date of first flowering, references to descriptions and figures, and synonymy. With an historical introduction and 120 figures and a chapter on hybridising and raising orchids from seed. Frank Leslie & Co.